# Jacob Barrett Laursen
Jacob Barrett Laursen (Arden, 17 november 1994) is een Deens voetballer die sinds 2022 uitkomt voor Standard Luik.

## Carrière
Laursen maakte in 2012 de overstap van Aalborg BK naar Juventus FC. Daar speelde hij nooit een officiële wedstrijd in het eerste elftal. De club leende hem in het seizoen uit aan 2013/14 uit aan Odense BK en liet hem in juli 2014 definitief terugkeren naar Denemarken.
In juni 2020 versierde Laursen opnieuw een buitenlandse transfer: hij ondertekende een driejarig contract bij het pas naar de Bundesliga gepromoveerde Arminia Bielefeld. Na twee seizoenen kwam de Belgische eersteklasser Standard Luik hem daar oppikken.